# David Sanborn
David William Sanborn, född 30 juli 1945 i Tampa, Florida, död 12 maj 2024 i Tarrytown, New York, var en amerikansk altsaxofonist och kompositör, mest känd inom smooth jazz och pop-jazz fusion.

## Biografi

### Barndom och början till framgång
Sanborn föddes i Tampa, Florida och växte upp i Kirkwood, Missouri. I sin ungdom led han av polio och för att förstärka svaga bröstmuskler och förbättra andningen föreslog läkaren att Sanborn skulle börja spela saxofon. Altsaxofonisten Hank Crawford, vid den tiden medlem i Ray Charles band, var en tidig och stark influens för Sanborn. Sanborn spelade med bluesmusikerna Albert King och Little Milton vid 14 års ålder och fortsatte att spela blues när han gick med i Paul Butterfields band, 1967. Ett av Sanborns första gästframträdande var på David Bowies album Young Americans.
Även om Sanborn är mest associerad med smooth jazz har han i sin ungdom tänjt gränserna inom frijazz med Roscoe Mitchell och Julius Hemphill.

### Inspelningar
Han har varit en mycket anlitad studiomusiker sedan 1960-talet och spelat med en rad av kända artister som Ween, Eric Clapton, Roger Daltrey, Stevie Wonder, Paul Simon, Jaco Pastorius, The Brecker Brothers, David Bowie, Little Feat, Bob James, James Taylor, Al Jarreau, George Benson, Joe Beck, Donny Hathaway, Elton John, Gil Evans, Carly Simon, Linda Ronstadt, Billy Joel, Mike Stern, Roger Waters, Steely Dan, The Eagles och den japanska popstjärnan Utada Hikaru.
Sanborn har vunnit ett flertal priser inklusive Grammy Awards för Voyeur (1982), Double Vision (1987) och den instrumentala singeln Close Up (1988). I TV-sammanhang är Sanborn känd för sitt saxofonsolo i titelmelodin till NBC:s dramaserie L.A. Law. Han har även gjort filmmusik till filmer som Psycho III och Dödligt vapen 2. 1991 spelade Sanborn in Another Hand, som All Music Guide to Jazz beskrev som en "återkomst av Sanborn till sin riktiga, sanna kärlek: oprydlig (eller bara delvis prydlig) jazz" som "balanserade skalorna" mot sitt smooth jazz-underlag. Albumet producerades av Hal Willner och på skivan medverkade även musiker utanför smooth jazz-kretsarna som Charlie Haden, Jack DeJohnette, Bill Frisell och Marc Ribot.
1994 medverkade Sanborn på A Celebration: The Music of Pete Townshend and The Who, också känd som Daltrey Sings Townshend. Denna tvådagarskonsert i Carnegie Hall producerades av Roger Daltrey från det brittiska rockbandet The Who och firades på grund av att han fyllde 50 år. 1994 gavs det ut en CD och VHS och år 1998 gavs det ut en DVD.
1995 spelade han i musikalen The Wizard of Oz in Concert: Dreams Come True, byggd på filmen Trollkarlen från Oz, och ägde rum i Lincoln Center i välgörenhetssyfte för Children's Defense Fund. Framträdandet visades på Turner Network Television (TNT) och gavs ut på CD och video 1996.

### Radiosändningar
Sanborn har gjort både radio- och TV-sändningar. I slutet av 1980-talet var han en regelbunden gästmedlem i Paul Shaffers band i Late Night with David Letterman. Från 1988 till 1989 var han med och ledde ett musikprogram på NBC med Jools Holland. TV-programmet Night Music drog Sanborn samman med många känd musiker som Miles Davis, Dizzy Gillespie, Lou Reed, Santana, Youssou N'dour och Curtis Mayfield. Under 1980-talet och 1990-talet ledde Sanborn sitt eget radioprogram The Jazz Show with David Sanborn.

### Senare år
2004 blev Sanborn inkallad till St. Louis Walk of Fame. 2006 medverkade han på Gordon Goodwin's Big Phat Bands album The Phat Pack (utgivet den 13 juni) på låten "Play That Funky Music", en cover på Wild Cherrys hitlåt. Han spelar ett saxofonstycke på låten "Your Party" på Weens album, "La Cucaracha".

## Diskografi
- 1975 - Takin' Off
- 1976 - David Sanborn
- 1977 - Promise Me the Moon
- 1978 - Heart to Heart
- 1979 - Hideaway
- 1980 - Voyeur
- 1981 - As We Speak
- 1982 - Backstreet
- 1984 - Straight to the Heart
- 1986 - Double Vision — med Bob James
- 1987 - A Change of Heart
- 1988 - Close Up
- 1991 - Another Hand
- 1992 - Upfront
- 1994 - Hearsay
- 1994 - The Best of David Sanborn
- 1995 - Pearls
- 1995 - Love Songs
- 1996 - Songs From the Night Before
- 1999 - Inside
- 2002 - The Essentials
- 2003 - Time Again
- 2005 - Closer
- 2008 - Here & Gone
- 2010 - Only Everything

## Filmografi (urval)
- 1998 – Dödligt vapen 4
- 1992 – Dödligt vapen 3
- 1989 – Dödligt vapen 2
- 1986 – Psycho III